# Хлеровка
Хлеровка (укр. Хлерівка) — посёлок в Корсунь-Шевченковском районе Черкасской области Украины.
Население по переписи 2001 года составляло 18 человек. Почтовый индекс — 19450. Телефонный код — 4735.

## Местный совет
19450, Черкасская обл., Корсунь-Шевченковский р-н, с. Заречье